# Chiesa di tutte le Nazioni
La chiesa di tutte le Nazioni è una chiesa di Gerusalemme, posta sul monte degli Ulivi, in quello che la tradizione riconosce come il Getsemani.
Essa è costruita sul luogo dove, a partire dal IV secolo, esisteva un luogo di culto bizantino, trasformato poi dai crociati in basilica, andata in rovina con la definitiva occupazione islamica.
Il nome della chiesa ricorda il contributo di numerosi paesi alla sua costruzione, avvenuta tra il 1919 ed il 1924 ad opera dell'architetto italiano Antonio Barluzzi. La chiesa è conosciuta anche come chiesa dell'agonia in riferimento alla notte che Gesù vi trascorse alla vigilia del suo arresto. In essa sono armoniosamente fusi assieme elementi architettonici tipici delle basiliche cristiane (per esempio la facciata) con tratti tipici degli edifici islamici (per esempio la copertura caratterizzata da numerose piccole cupole).

## L'esterno
La facciata della chiesa si eleva in cima ad una scalinata, ed è caratterizzata da una serie di colonne che sorreggono i tre grandi archi che delimitano l'atrio; inserito nel timpano un grande mosaico che raffigura Cristo tramite tra Dio e il popolo riunito attorno.

## L'interno
L'interno, a tre navate, è dominato dal grande presbiterio e dal catino absidale, decorato a mosaico: nell'abside centrale il mosaico dell'agonia di Gesù nell'orto degli ulivi; nelle absidi delle navate laterali il bacio di Giuda e la scena dell'arresto. Ai piedi dell'altare maggiore, protetta da una bassa recinzione in ferro battuto, è visibile una larga porzione di roccia originale, che la tradizione ritiene il luogo dove Gesù abbia pregato la notte prima dell'arresto.
Nel pavimento dell'attuale chiesa sono messi in vista, protetti da spessi vetri, alcune tracce dei mosaici pavimentali dell'antica basilica bizantina.
Il soffitto è a cupolette, al cui interno sono rappresentati simboli delle nazioni che contribuirono alla costruzione della chiesa.

Chiesa di tutte le Nazioni
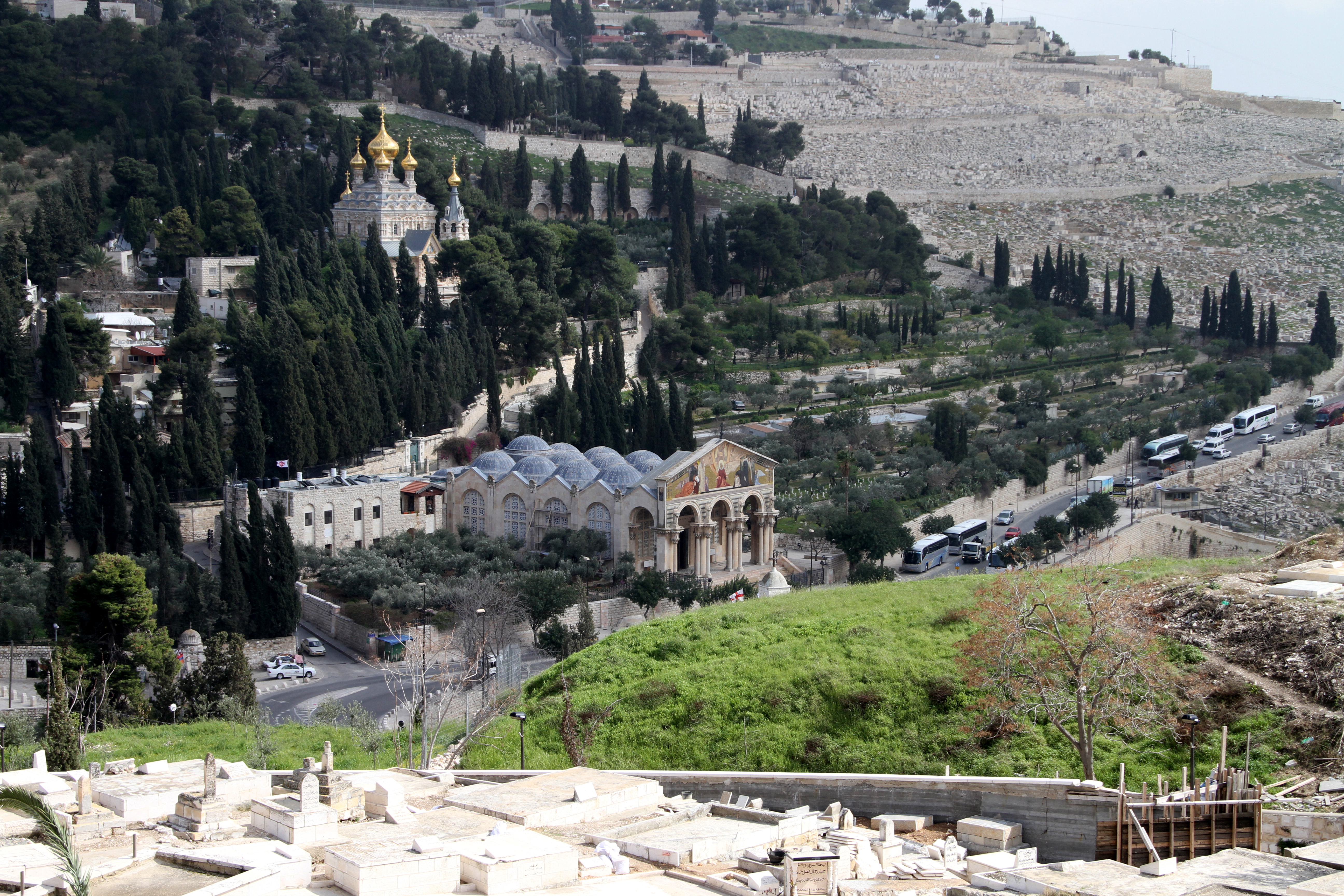
Monte degli Ulivi
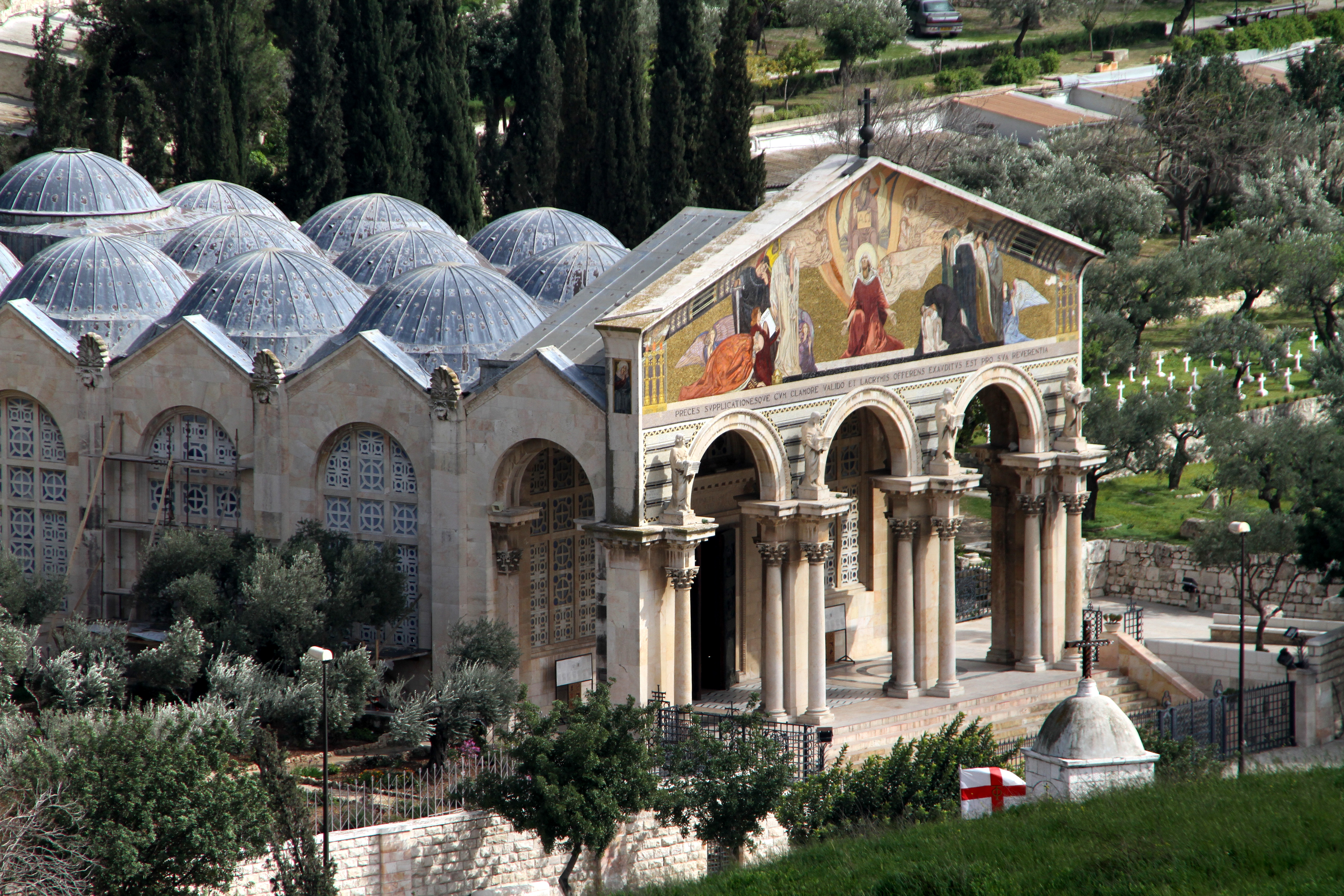
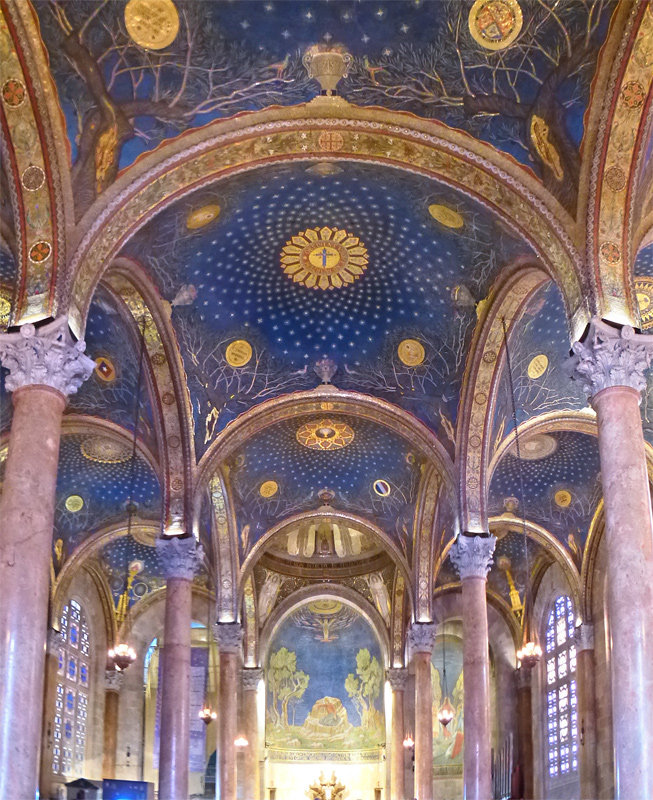
L'interno
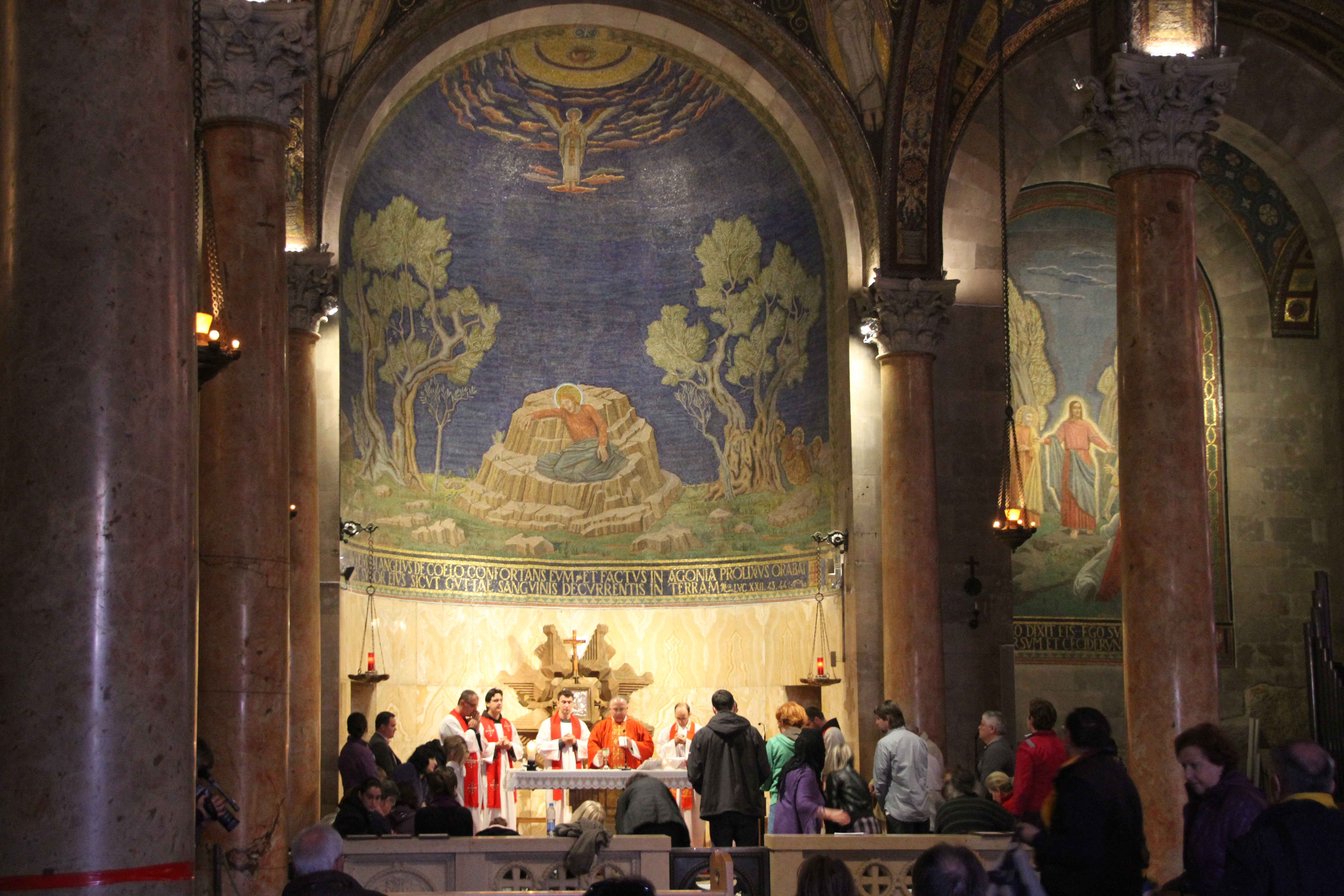
L'interno
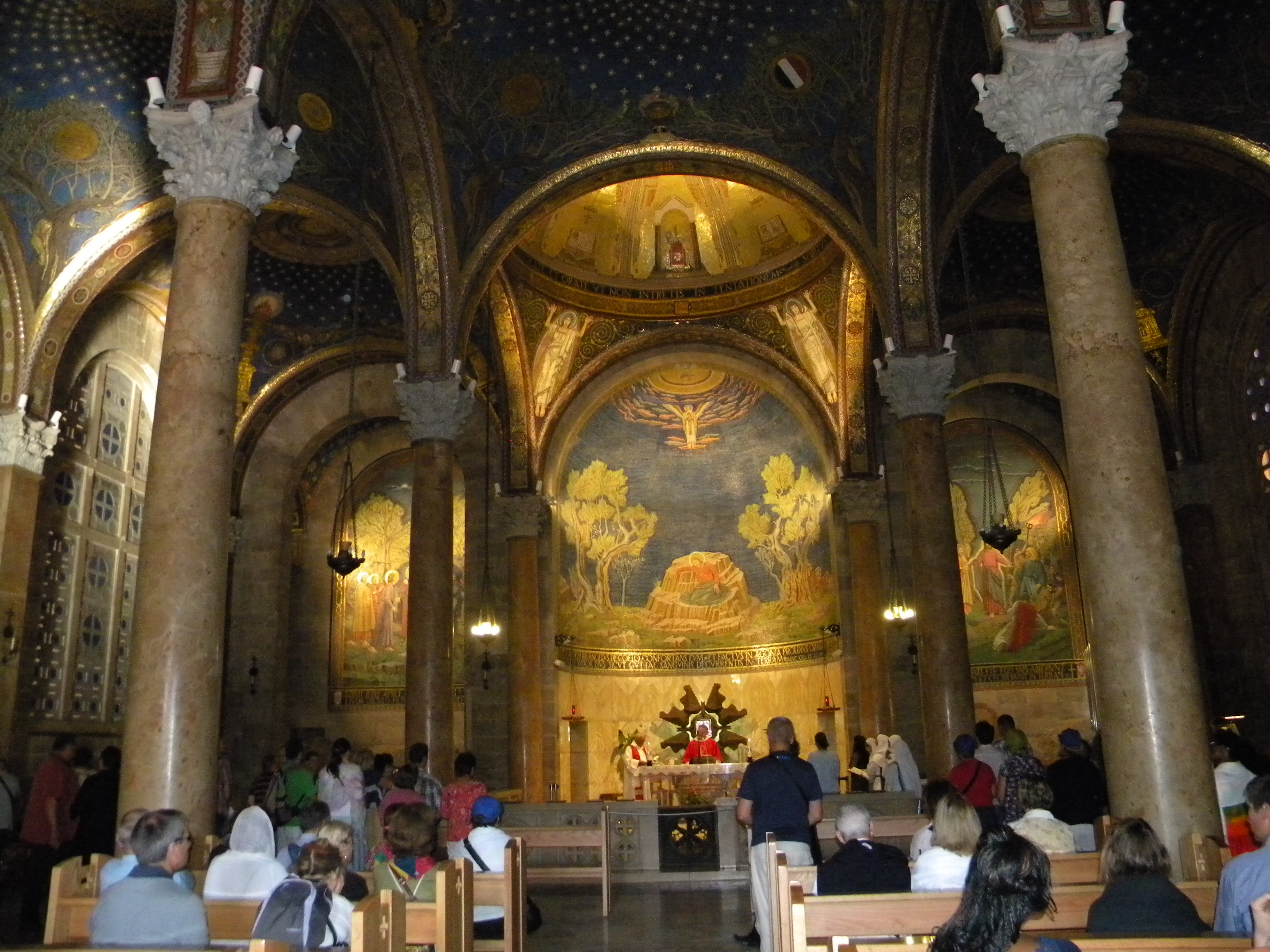
L'interno